# Eddy Merckx
Eddy Merckx (* 17. Juni 1945 in Meensel-Kiezegem, Belgien; eigentlich Édouard Louis Joseph Baron Merckx) ist ein ehemaliger belgischer Radrennfahrer. Er gewann je fünf Mal die beiden wichtigsten Rundfahrten, die Tour de France und den Giro d’Italia. Von einem Großteil der Radsportexperten wird er heute als der größte Rennfahrer der Radsportgeschichte angesehen, so unter anderem von Lance Armstrong, Bernard Hinault und Miguel Indurain sowie von der Cycling Hall of Fame.
Merckx ist – gemessen sowohl an der Quantität wie der Qualität seiner Siege – der bisher erfolgreichste Radrennfahrer der Radsportgeschichte. Überdies erbrachte er in allen Disziplinen des Radsports überragende Leistungen: Er gewann Klassiker, Grands Tours und Sechstagerennen, er dominierte bei Bergetappen, Einzelzeitfahren und Sprints. Wegen seines Siegeshungers wurde er auch der Kannibale genannt.
Die Website Mémoire du cyclisme listet 525 Siege auf der Straße, 98 Siege auf der Bahn und zwei Siege bei Querfeldein-Rennen.
Von 1969 bis 1975 gewann er siebenmal die Saisonwertung Super Prestige Pernod.
Nach dem Ende seiner sportlichen Karriere 1978 gründete er am 28. März 1980 sein Unternehmen Eddy Merckx Cycles zur Herstellung von hochwertigen Rennrädern, das er 2017 verkaufte.

## Sportliche Karriere

### Fahrerprofil und Entwicklung

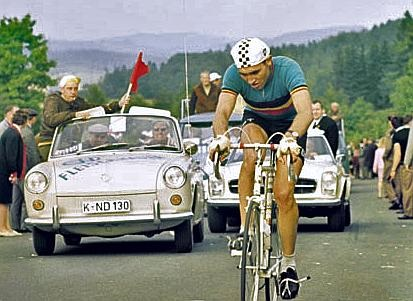
Eddy Merckx bei den Weltmeisterschaften 1966 auf dem Nürburgring

Gerade erst 18 geworden und in die Amateurklasse aufgestiegen, nahm ihn Lucien Acou, Belgiens Trainer und sein späterer Schwiegervater, 1963 in die Nationalmannschaft, wo er die Schweden-Rundfahrt bestritt und beide Starts in der DDR (gegen die DDR-Spitzenfahrer Täve Schur, Klaus Ampler, Manfred Weißleder u. a.) im Rennen Rund um Sebnitz und in Dresden als Sieger beendete.
1964 war er Teilnehmer der Olympischen Sommerspiele in Tokio. Im olympischen Straßenrennen kam er auf den 12. Platz. Nachdem Merckx – gerade 19-jährig – am 5. September 1964 jüngster Titelträger in der Geschichte der Amateurweltmeisterschaften geworden war, gewann er nach seinem Wechsel zu den Profis bereits im Alter von 20 Jahren 1966 zum ersten Mal den Klassiker Mailand–Sanremo. In den nächsten beiden Jahren begann sich seine spätere Dominanz im internationalen Radsport abzuzeichnen: Er gewann neben zahlreichen weiteren Klassikern erstmals bei der Straßenweltmeisterschaft (1967) der Profis und 1968 seine erste große Landesrundfahrt, den Giro d’Italia.
Dies war der Beginn der „Ära Merckx“, wie die Jahre 1968–1975 später bezeichnet werden sollten. Er verbrachte diese Ära bei den Profiteams Faema (1968–1970) und Molteni (1971–1975).
1969 nahm er erstmals an der Tour de France teil und dominierte das Rennen gleich in überragender Manier: Neben dem Gesamtsieg holte er sieben Etappensiege und gewann mit einem Vorsprung von 17:54 Min. Die schwerste Pyrenäenetappe über die Pässe Tourmalet und Aubisque beendete er mit 7 Minuten und 56 Sekunden Vorsprung. Außerdem gewann er als einziger Fahrer der Geschichte gleichzeitig die Bergwertung (das Gepunktete Trikot wurde allerdings erst 1975 eingeführt) und das Grüne Trikot des Siegers in der Punktewertung. Damit hatte der Belgier schon als 24-Jähriger fast alle wichtigen Radrennen gewonnen. Im folgenden Jahr holte er bei der Tour sogar acht Etappensiege bei einem Vorsprung von 12:41 Min.
Der Spitzname „Der Kannibale“ geht auf den Mannschaftskollegen Christian Raymond bei Peugeot-BP zurück. Dieser erzählte seiner 12 Jahre alten Tochter von dem unstillbaren Siegeshunger Merckx’, der dazu führte, dass er niemanden anders gewinnen lasse. Daraufhin bezeichnete ihn das Mädchen als einen Kannibalen, der Spitzname etablierte sich.

### Bilanz
Bis zu seinem Karriereende im Mai 1978 gewann Merckx mehr Rennen als jeder andere Fahrer und stellte zahllose Bestleistungen auf. So konnte er die Tour de France als Zweiter von derzeit vier Fahrern fünf Mal für sich entscheiden, dem fünften, Lance Armstrong, wurden 2012 von der United States Anti-Doping Agency (USADA) u. a. die Tour-de-France-Siege aberkannt.
Merckx trug das Gelbe Trikot insgesamt 96 Tage (Rekord) und holte als Erster 34 Etappensiege (Rekord, eingestellt 2021 und abgelöst 2024 von Mark Cavendish). Die französische Sportzeitung L’Équipe wählte Merckx 2003 anlässlich der 100-Jahr-Feier der Tour de France zum größten Tour-Champion.
Doch im Gegensatz zu anderen Tour-Siegern siegte er auch in praktisch jedem anderen Rennen: So gewann er den Giro d’Italia ebenfalls fünf Mal (Rekord, zusammen mit Alfredo Binda und Fausto Coppi). Da er 1973 auch die Vuelta a España gewann, gehört er zu den insgesamt nur sieben Fahrern, denen es gelang, alle drei Grands Tours zu gewinnen. Mit insgesamt 11 Grand-Tour-Gesamtsiegen ist er alleiniger Rekordhalter. Die Tour de Suisse gewann er 1974.

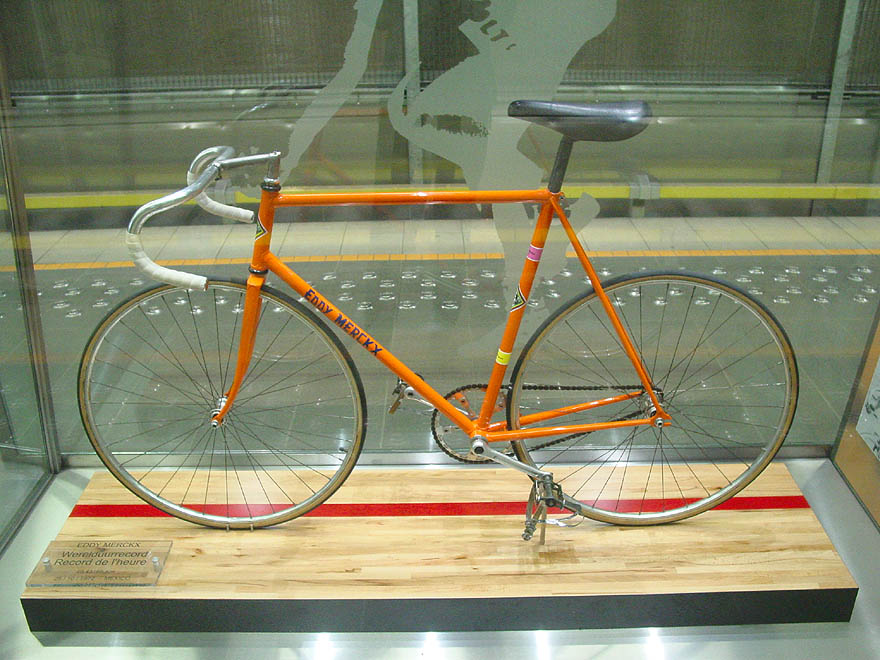
Das Rad, mit dem Merckx 1972 einen neuen Stundenweltrekord erzielte, ausgestellt in der nach ihm benannten Metrostation in Brüssel (2006)

Zudem stehen für Merckx drei Weltmeistertitel auf der Straße (Rekord, zusammen mit Alfredo Binda, Rik Van Steenbergen, Óscar Freire und Peter Sagan) zu Buche. Außergewöhnlich ist auch seine Erfolgsliste bei den größten Eintagesrennen, den fünf sogenannten Monumenten des Radsports. Jedes „Monument“ konnte er mindestens zweimal gewinnen (Rekord, nur Rik Van Looy und Roger De Vlaeminck gelang jeweils mindestens ein Sieg): Er gewann sieben Mal Mailand–Sanremo und fünf Mal Lüttich–Bastogne–Lüttich, womit er Rekordsieger dieser Rennen ist, sowie dreimal Paris–Roubaix und je zweimal die Lombardei-Rundfahrt und die Flandern-Rundfahrt. In Deutschland gewann er 1970 und 1972 den Großen Preis der Dortmunder Union-Brauerei.
Außerdem gewann er bei den im Winter in der Halle ausgetragenen Sechstagerennen insgesamt 17-mal. Merckx gewann im Bahnradsport als Radprofi sechs nationale Titel.
1972 holte er sich in Mexiko-Stadt auch den Stundenweltrekord: Mit einem Bahnrad mit Stahlrahmen und besonders leichten Ausstattungselementen fuhr er in 60 Minuten 49,431 km weit. Dieser Weltrekord wurde unter gleichen Bedingungen – Verwendung eines normalen Bahnrades mit dem traditionellen Bügellenker, der eine wesentlich ungünstigere Aerodynamik erzwingt – erst 30 Jahre später überboten.
Bei seinem ersten Start bei einer UCI-Straßen-Weltmeisterschaft wurde er 1964 Amateur-Weltmeister; bei seiner letzten Teilnahme 1977 Vorletzter (von 34).

### Doping
Eddy Merckx wurde 1969 wegen Dopings vom Giro d’Italia ausgeschlossen. Er selbst betonte seine Unschuld und warf den Organisatoren bewusste Manipulation vor. Er wurde ursprünglich bis in den Beginn der Tour de France hinein gesperrt, die Sperre wurde aber später aufgehoben – das ermöglichte ihm seinen ersten Tour-Sieg. Während der Tour tauchten Vorwürfe auf, dass er vom damaligen Tour-Arzt Lucien Maigre Dopingmittel verabreicht bekommen habe, was von diesem bestritten wurde. 1973 wurde er während der Lombardei-Rundfahrt positiv getestet. 1977 wurde er bei dem Eintagesrennen Wallonischer Pfeil positiv getestet. Nach seinem Karriereende wurde bekannt, dass Merckx und andere Radprofis regelmäßig Corticosteroide verwendeten, die aber erst 1980 auf die UCI-Dopingliste gelangten.

## Erfolge (Auswahl)
- 1964: Amateurweltmeister Straße
- 1966: Mailand–Sanremo
- 1967: Weltmeister Straße; Mailand–Sanremo; Gent–Wevelgem; Flèche Wallonne
- 1968: Giro d’Italia (3 Etappen); Paris–Roubaix
- 1969: Tour de France (6 Etappen); Paris–Nizza; Mailand–Sanremo; Flandern-Rundfahrt; Lüttich–Bastogne–Lüttich
- 1970: Tour de France (8 Etappen); Giro d’Italia (3 Etappen); Gent–Wevelgem; Paris–Roubaix; Flèche Wallonne
- 1971: Tour de France (4 Etappen); Paris–Nizza; Weltmeister Straße; Mailand–Sanremo; Lüttich–Bastogne–Lüttich; Lombardei-Rundfahrt
- 1972: Tour de France (6 Etappen); Giro d’Italia (4 Etappen); Mailand–Sanremo; Flèche Wallonne; Lüttich–Bastogne–Lüttich; Lombardei-Rundfahrt
- 1973: Giro d’Italia (6 Etappen); Vuelta a España (7 Etappen); Gent–Wevelgem; Paris–Roubaix; Amstel Gold Race; Lüttich–Bastogne–Lüttich
- 1974: Tour de France (8 Etappen); Giro d’Italia (2 Etappen); Tour de Suisse; Weltmeister Straße
- 1975: Mailand–Sanremo; Flandern-Rundfahrt; Amstel Gold Race; Lüttich–Bastogne–Lüttich
- 1976: Mailand–Sanremo

## Wichtige Platzierungen
| Grand Tour            | 1965 | 1966 | 1967 | 1968 | 1969 | 1970 | 1971 | 1972 | 1973 | 1974 | 1975 | 1976 | 1977 |
| --------------------- | ---- | ---- | ---- | ---- | ---- | ---- | ---- | ---- | ---- | ---- | ---- | ---- | ---- |
| Vuelta a EspañaVuelta | –    | –    | –    | –    | –    | –    | –    | –    | 1    | –    | –    | –    | –    |
| Giro d’ItaliaGiro     | –    | –    | 9    | 1    | DSQ  | 1    | –    | 1    | 1    | 1    | –    | 8    | –    |
| Tour de FranceTour    | –    | –    | –    | –    | 1    | 1    | 1    | 1    | –    | 1    | 2    | –    | 6    |

| Monument                 | 1965 | 1966 | 1967 | 1968 | 1969 | 1970 | 1971 | 1972 | 1973 | 1974 | 1975 | 1976 | 1977 |
| ------------------------ | ---- | ---- | ---- | ---- | ---- | ---- | ---- | ---- | ---- | ---- | ---- | ---- | ---- |
| Mailand–Sanremo          | –    | 1    | 1    | –    | 1    | 8    | 1    | 1    | –    | –    | 1    | 1    | –    |
| Flandern-Rundfahrt       | –    | –    | 3    | 8    | 1    | 3    | 76   | 7    | 3    | 3    | 1    | 17   | –    |
| Paris–Roubaix            | –    | 15   | 8    | 1    | 2    | 1    | 5    | 7    | 1    | 4    | 2    | 6    | 11   |
| Lüttich–Bastogne–Lüttich | –    | 8    | 2    | –    | 1    | 3    | 1    | 1    | 1    | –    | 1    | 6    | 6    |
| Lombardei-Rundfahrt      | –    | 2    | 6    | 3    | 3    | 4    | 1    | 1    | DSQ  | 2    | 6    | –    | –    |

| Weltmeisterschaft   | 1965 | 1966 | 1967 | 1968 | 1969 | 1970 | 1971 | 1972 | 1973 | 1974 | 1975 | 1976 | 1977 |
| ------------------- | ---- | ---- | ---- | ---- | ---- | ---- | ---- | ---- | ---- | ---- | ---- | ---- | ---- |
| StraßenrennenStraße | 29   | 12   | 1    | 8    | DNF  | 29   | 1    | 4    | 4    | 1    | 8    | 5    | 33   |

## Ehrungen

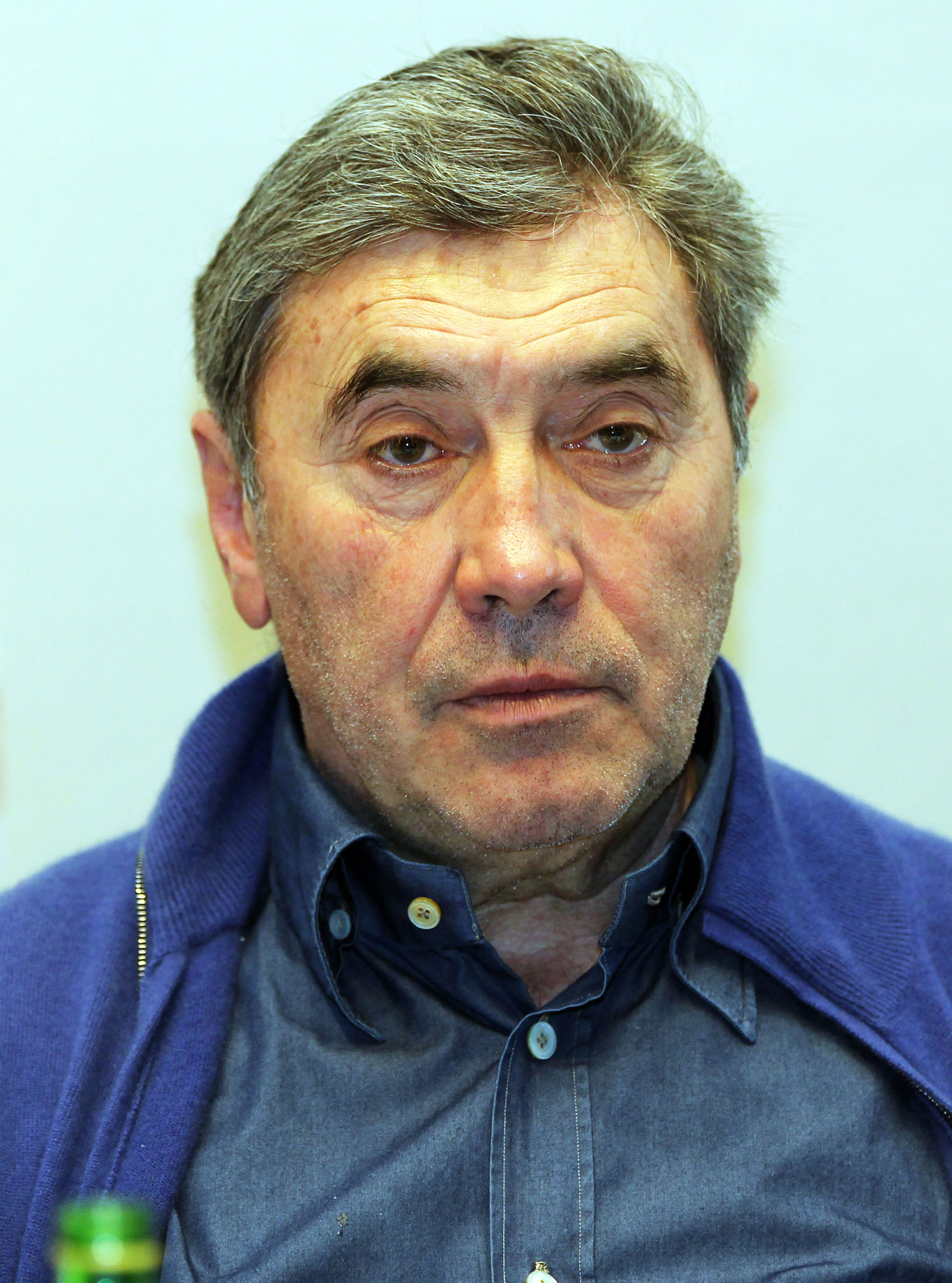
Eddy Merckx (2012)

Merckx war dreimal Weltsportler des Jahres (1969, 1971, 1974), zweimal Europas Sportler des Jahres (1969, 1970) und wurde in Belgien zum Sportler des Jahrhunderts gewählt. Schließlich kürte ihn der Weltradsportverband UCI zum besten Radrennfahrer des 20. Jahrhunderts.
Im Jahre 1996 wurde Merckx durch den belgischen König in den Adelsstand erhoben und der Titel eines Baron zuerkannt. In Brüssel wurde 2003 eine U-Bahn-Station eröffnet, die nach Eddy Merckx benannt ist.
Im Dezember 2005 erreichte der ehemalige Radprofi im belgischen Fernsehen bei einer Wahl zum Größten Belgier aller Zeiten den dritten Platz und war dabei der am höchsten eingestufte noch lebende Kandidat.
Anlässlich seines 65. Geburtstages gab die belgische Post 2010 eine Briefmarke mit dem Konterfei von Eddy Merckx heraus (Wert 1,18 Euro).
2014 wurde er von der französischen Sportzeitschrift L’Équipe zum „Champion des champions de légende“ gekürt.

### Ehrentitel
- Ritter der französischen Légion d’Honneur: 1975[17]
- Zum Baron erhoben vom König Albert II: 1996[18]
- Offizier im Orden Leopolds II.: 1996[19]
- Kommandeur in der französischen Légion d’Honneur: 2014[20]
- Ritter in der Verdienstorden der Italienischen Republik[21]
- Silbermedaille des Olympischen Ordens

### Sportliche Auszeichnungen und Ehrungen
- Belgischer Nationaler Sportverdienstpreis: 1967[22]
- Belgischen Sportler des Jahres: 1969, 1970, 1971, 1972, 1973, 1974[23]
- PAP Europäischer Sportler des Jahres: 1969, 1970[22]
- Weltweit Sportler des Jahres: 1969, 1971, 1974[22]
- Grand Prix de l'Académie des Sport: 1969
- Schweizer Mendrisio d'Or: 1972, 2011
- Gan Challenge: 1973, 1974, 1975[24]
- Belgischer Sportler des 20. Jahrhunderts: 1999[25]
- Procyclingstats.com – Alle Zeiten Rangliste: 1. Platz (283 Siege)[26]
- Reuters 7. Platz Sportlerpersönlichkeit des Jahrhunderts: 1999[27]
- 2. Platz Allgemeine Weltsportpreise des Jahrhunderts: 1999[28]
- UCI Radfahrer des 20. Jahrhunderts: 2000[29]
- Marca Legende: 2000[30]
- Hall of Fame der UCI: 2002
- Memoire du Cyclisme 1. Patz Rangliste der größten Radfahrer: 2002[31]
- 3. Platz Der größte Belgier: 2005[32]
- 1. Platz UCI Top 100 aller Zeiten (24.510 Punkte)
- Bleacher Report 20. Platz, Die 30 dominantesten Athleten aller Zeiten: 2010[33]
- Bleacher Report 1. Platz Tour de France Top 25 Fahrer aller Zeiten: 2011[34]
- Italienischer Sport und Zivilisation Auszeichnung: 2011[35]
- Erstes Mitglied der Giro d’Italia Hall of Fame: 2012[36]
- Topito 1. Platz Top 15 der größten Radfahrer aller Zeiten: 2012[37]
- Verdienstorden der BOIC: 2013[38]
- L'Equipe Legende des Sports: 2014[39]
- Rouleur Hall of Fame: 2018[40]
- VeloNews 1. Platz Die größten Radfahrer aller Zeiten: 2019[41]
- Wiggle 1. Platz Die besten Radfahrer aller Zeiten: 2020[42]
- Eurosport Größte allgemeine Klassifizierung Radfahrer aller Zeiten: 2020[43]
- Cyclingranking 1. Platz Allgemeines Ranking: 2022[44]

### Orte und Statuen
- Schule Centre Scolaire Eddy Merckx, Woluwe-Saint-Pierre: 1986[45]
- Statue in Stockeau, Stavelot: 1993[46]
- Vélodrome Eddy Merckx, Mourenx: 1999[47]
- U-Bahn-Station Eddy Merckx, Brüssel: 2003[48]
- Vlaams Wielercentrum Eddy Merckx, Gent: 2006[49]
- Statue in Meise: 2015[50]
- Statue in Meensel-Kiezegem: 2015[51]
- Eddy-Merckx-Platz in Sint-Pieters-Woluwe: 2020[52]

Eddy Merckx ist Ehrenbürger mehrerer Städte und Gemeinden, z. B. Meise, Tielt-Winge und Tervuren.

### Veranstaltungen
- Grand Prix Eddy Merckx
- Eddy Merckx Classics (Chiba Alpencup)
- Abfahrt der Tour de France 2019 in Brüssel zu Ehren von Eddy Merckx[56]

## Privatmann und Unternehmer
Eddy Merckx betrieb ein Unternehmen unter seinem Namen, das Rennräder herstellt. Seine Firma baute er ab 1978 mit Hilfe von Ugo de Rosa auf. Inzwischen ist diese verkauft. Zudem produzierte der inzwischen nicht mehr existierende englische Hersteller Falcon eine Reihe von Rädern unter der Marke Molteni Merckx.
Außerdem ist Merckx bei vielen Radrennen als Organisator und Kommentator tätig.
Der Eddy Merckx Classic Radmarathon wurde von 2007 bis 2019 jedes Jahr im Salzburger Land veranstaltet; Eddy Merckx nahm an jeder Austragung dieses Rennens teil.

## Familie
Sein Sohn Axel Merckx war ebenfalls Profiradrennfahrer. Er gewann beispielsweise bei den Olympischen Spielen 2004 in Athen die Bronzemedaille im Straßenrennen. Er beendete in der Saison 2007 als Profi für das Team T-Mobile seine aktive Radsportkarriere und wurde Sportlicher Leiter.

## Trivia
Der Unternehmer Pierre Neuville benannte sein erfolgreiches Brettspiel „Eddy Merckx“ nach ihm.